# 湖州市
湖州市（こしゅう-し）は中華人民共和国浙江省に位置する地級市。「絹の府、魚米の郷、文物の宝庫」と呼ばれている。

## 地理
浙江省の北部、太湖の南岸に位置する。北を江蘇省、西を安徽省、南を杭州市、東を嘉興市と接する。
| 湖州 (1971-2000)の気候                   | 湖州 (1971-2000)の気候 | 湖州 (1971-2000)の気候 | 湖州 (1971-2000)の気候 | 湖州 (1971-2000)の気候 | 湖州 (1971-2000)の気候 | 湖州 (1971-2000)の気候 | 湖州 (1971-2000)の気候 | 湖州 (1971-2000)の気候 | 湖州 (1971-2000)の気候 | 湖州 (1971-2000)の気候 | 湖州 (1971-2000)の気候 | 湖州 (1971-2000)の気候 | 湖州 (1971-2000)の気候 |
| 月                                       | 1月                    | 2月                    | 3月                    | 4月                    | 5月                    | 6月                    | 7月                    | 8月                    | 9月                    | 10月                   | 11月                   | 12月                   | 年                     |
| ---------------------------------------- | ---------------------- | ---------------------- | ---------------------- | ---------------------- | ---------------------- | ---------------------- | ---------------------- | ---------------------- | ---------------------- | ---------------------- | ---------------------- | ---------------------- | ---------------------- |
| 日平均気温 °C （°F）                     | 3.5 (38.3)             | 5.0 (41)               | 9.0 (48.2)             | 15.3 (59.5)            | 20.4 (68.7)            | 24.2 (75.6)            | 28.1 (82.6)            | 27.7 (81.9)            | 23.0 (73.4)            | 17.7 (63.9)            | 11.6 (52.9)            | 5.8 (42.4)             | 15.94 (60.7)           |
| 降水量 mm （inch）                       | 64.7 (2.547)           | 72.0 (2.835)           | 122.6 (4.827)          | 98.8 (3.89)            | 117.6 (4.63)           | 211.0 (8.307)          | 154.8 (6.094)          | 144.8 (5.701)          | 131.7 (5.185)          | 80.4 (3.165)           | 55.3 (2.177)           | 39.9 (1.571)           | 1,293.6 (50.929)       |
| 平均降水日数                             | 11.4                   | 11.0                   | 15.2                   | 13.7                   | 13.3                   | 14.8                   | 13.7                   | 13.0                   | 12.0                   | 9.5                    | 8.1                    | 7.4                    | 143.1                  |
| 平均月間日照時間                         | 122.4                  | 113.9                  | 125.4                  | 158.2                  | 177.6                  | 157.5                  | 216.2                  | 220.1                  | 164.3                  | 163.4                  | 152.9                  | 149.5                  | 1,921.4                |
| 出典：湖州氣象局 氣象網絡中心 2011-05-05 |                        |                        |                        |                        |                        |                        |                        |                        |                        |                        |                        |                        |                        |

## 歴史
- 中国戦国時代の楚の考烈王15年（紀元前248年）、楚の春申君（楚の相の敬称）黄歇が封ぜられ城を築き、菰城と名付ける（菰が多い為）。下菰城とも。
- 秦が楚を滅ぼした後（紀元前223年）、烏程県に改名。
- 三国時代の呉の宝鼎元年（266年）、呉興郡を設立。
- 南朝梁の末年、震州に改名（湖州の臨んでいる太湖の古名である震沢から）。
- 隋の仁寿2年（602年）、湖州を設立（太湖に臨んでいる為）。大業元年（605年）、湖州を廃止。
- 唐の武徳4年（621年）、湖州を再設立。天宝元年（742年）、呉興郡に改名。乾元元年（758年）、湖州に改名。
- 南宋の宝慶元年（1225年）、安吉州に改名。
- 元の至元13年（1276年）、湖州路に改名。
- 明の時代、湖州府に改名。
- 1912年、湖州府を廃止、烏程県と帰安県を合併して呉興県を設立。
- 1949年、呉興市を設立。
- 1950年、湖州市に改名。
- 1962年、湖州市を廃止。
- 1970年、湖州市に回復。
- 1981年、呉興県を廃止して湖州市に併せる。
- 1983年、地級市に昇格。

## 行政区画
2市轄区・3県を管轄する。
- 市轄区：
  - 呉興区・南潯区
- 県：
  - 徳清県・長興県・安吉県

| 湖州市の地図                       |
| ---------------------------------- |
| 呉興区 南潯区 徳清県 長興県 安吉県 |

### 年表
この節の出典
- 1983年7月27日 - 浙江省嘉興地区湖州市が地級市の湖州市に昇格。城区・郊区が成立。(2区3県)
  - 嘉興地区徳清県・長興県・安吉県を編入。
- 1988年9月1日 - 城区・郊区を廃止。(1市3県)
- 2003年1月2日 - 呉興区・南潯区を設置。(2区3県)

## 交通

### 鉄道
湖州駅と省都の杭州東駅の間は高速列車で30分、湖州東駅と上海虹橋駅の間は30～50分である。
- 宣杭線（安徽省宣城市 - 浙江省杭州市）
- 寧杭高速鉄道（江蘇省南京市 - 浙江省杭州市）
- 商杭旅客専用線（中国語版）（河南省商丘市 - 安徽省合肥市 - 浙江省杭州市）
- 滬蘇湖高速鉄道（中国語版）（上海市- 江蘇省蘇州市 - 浙江省湖州市）
- 乍嘉湖線（嘉興市乍浦鎮 - 浙江省嘉興市 - 浙江省湖州市）（計画中）

### 高速道路
- 杭寧高速道路
- 申蘇浙皖高速道路
- 申嘉湖高速道路
- 杭長高速道路
- 蘇杭高速道路（計画中）
- 杭州周り高速道路NO2（計画中）

### 水運
- 長湖申線
- 京杭大運河
- 湖浦線

## 教育

### 初中
- 長興実験中学
- 長興龍山中学
- 長興古城中学
- 長興雉城中学

### 高中
- 浙江省湖州中学
- 浙江省長興中学
- 安吉県高級中学
- 徳清県高級中学
- 湖州市第二中学
- 湖州市菱湖中学
- 湖州市南潯中学
- 湖州市第五高級中学（余家漾校区）（現在の浜湖高級中学・長東片区）
- 呉興高級中学
- 長興太湖高中
- 長興華盛高中
- 長興金陵高中

### 大学
- 湖州師範学院
- 湖州学院
- 浙江科技学院（安吉キャンパス）
- 浙江工業大学（莫干山キャンパス）
- 浙江水利水電学院（南潯キャンパス）

## 名物
- 絹（養蚕業が発達）
- 湖筆（毛筆の中の絶品、「文房四宝」の一）
- 銀魚(タイコシラウオ)、白蝦(テナガエビ科の一種)、白魚(カワヒラ)（いずれも太湖産、「太湖三白」と呼ばれる）
- 羽毛扇（鳥の羽毛より作った扇子）
- 安吉白茶（安吉県産）

## 出身者
- 陳霸先
- 趙孟頫
- 陳其美
- 陳果夫
- 陳立夫
- 呉昌碩
- 茅盾

## 友好都市
- 島田市（日本 静岡県） 1987年5月30日
- 霊岩郡（韓国 全羅南道） 2003年10月10日
- モンタルジ（フランス ロワレ県） 2006年2月26日
- 清州市（韓国 忠清北道） 2008年5月
- アララット（オーストラリア ビクトリア州） 2008年8月27日